# Dębowiec (Slesia)
Dębowiec è un comune rurale polacco del distretto di Cieszyn, nel voivodato della Slesia.
Ricopre una superficie di 42,48 km² e nel 2004 contava 5 498 abitanti.